# Niklas Schneider
Niklas Schneider (* 2. Mai 2004 in Mistelbach) ist ein österreichischer Fußballspieler.

## Karriere
Schneider begann seine Karriere beim USV Schrick. Zur Saison 2017/18 wechselte er in die Jugend des FC Admira Wacker Mödling, bei dem er ab der Saison 2018/19 auch sämtliche Altersstufen in der Akademie durchlief. Im März 2022 debütierte er für die Amateure der Admira in der Regionalliga Ost. Bis zum Ende der Saison 2021/22 kam er zu acht Regionalligaeinsätzen. Die Admira-Amateure stellten nach der Saison 2021/22 aber den Spielbetrieb ein.
Daraufhin wechselte Schneider zur Saison 2022/23 zum FCM Traiskirchen. Für die Niederösterreicher kam er in drei Spielzeiten zu 72 Regionalligaeinsätzen, in denen er drei Tore erzielte. Zur Saison 2025/26 wechselte er zu Zweitligist Floridsdorfer AC, bei dem er einen bis 2026 laufenden Vertrag erhielt. Sein Debüt in der 2. Liga gab er im August 2025, als er am ersten Spieltag jener Saison gegen den FC Hertha Wels in der 69. Minute für Moritz Neumann eingewechselt wurde.